# René Heuvelmans
René Heuvelmans (Meerhout, 26 augustus 1943) is een Belgisch voormalig wielrenner. Hij is de broer van Leopold Heuvelmans en Alfons Heuvelmans en de oom van Luc Heuvelmans.

## Carrière
Heuvelmans won een aantal kleinere wedstrijden en won brons op het wereldkampioenschap 1964 in de ploegentijdrit. 

## Overwinningen
1960
1e en 11e rit Ronde van Roemenië
1962
Lessen - GP des Carrières
1963
Eindklassement Ronde van Loir-et-Cher
Omloop der Vlaamse Gewesten (onafhankelijken)
Nijlen
1964
 Wereldkampioenschap TTT
Wielerploegen van René Heuvelmans
Andries ·
Bocklant ·
Boonen ·
Borra ·
Boucquet ·
Brands ·
Colmenarejo ·
E. Coppens ·
R. Coppens ·
Couchez ·
Covent ·
De Pré ·
Dekkers ·
D. Delameilleure ·
G. Delameilleure ·
De Loof ·
A. Desmet ·
W. Desmet ·
Foré ·
G. García ·
H. García ·
Gómez del Moral ·
Gonzales ·
Henckaerts ·
Heuvelmans ·
Jiménez ·
Jongen ·
Lauwers ·
Lenaers ·
Mangeas ·
Mayoral ·
Mendiburu ·
Nijdam ·
Oellibrandt ·
Ongenae ·
Peelen ·
Planckaert ·
Quesada ·
Roman ·
Rosa ·
Samyn ·
Sánchez ·
Segu ·
Sels ·
Sivilotti ·
Soler ·
Stevens ·
Suárez ·
Suñé ·
Tortellá ·
Tous ·
Van den Broeck ·
Van Der Vloet · 
Van Holsbeke · 
Van Tongerloo ·
Vandecaveye · 
Vandenberghe ·
Vanhoutte
Andries ·
Aper ·
Binggeli ·
Blockx ·
Bocklant ·
Boonen ·
Boucquet ·
Brands ·
Cooreman ·
Corstjens ·
Couchez ·
De Loof ·
E. Demunster · 
L. Demunster ·
De Neef ·
Deloof ·
Deville ·
Dujardin ·
Eeckhout ·
Esprit ·
Eugen ·
Everaerts ·
Foré ·
Gekière ·
Gevaert ·
Goots ·
Haelterman ·
Haven ·
Heuvelmans ·
Hoevenaars ·
Jongen ·
Lauwers ·
Lenaers ·
Meert ·
Nolmans ·
Ongenae ·
Peelen ·
Planckaert ·
Post ·
Reybrouck ·
Roman ·
Rüegg ·
Samyn ·
Marcel Seynaeve ·
Michel Seynaeve ·
Suárez ·
Thull ·
Vandenberghe ·
Van Der Vloet ·
Van Poucke ·
Van Tongerloo ·
Vanclooster · 
L. Van Damme · 
R. Van Damme ·
Vandecaveye ·
Vanden Berghen ·
Vanhevel ·
Vanneste ·
van de Ven ·
Vannitsen ·
Vrancken · 
Vyncke ·
van der Vleuten ·
Zilverberg